# Wojewoda (Polska średniowieczna)

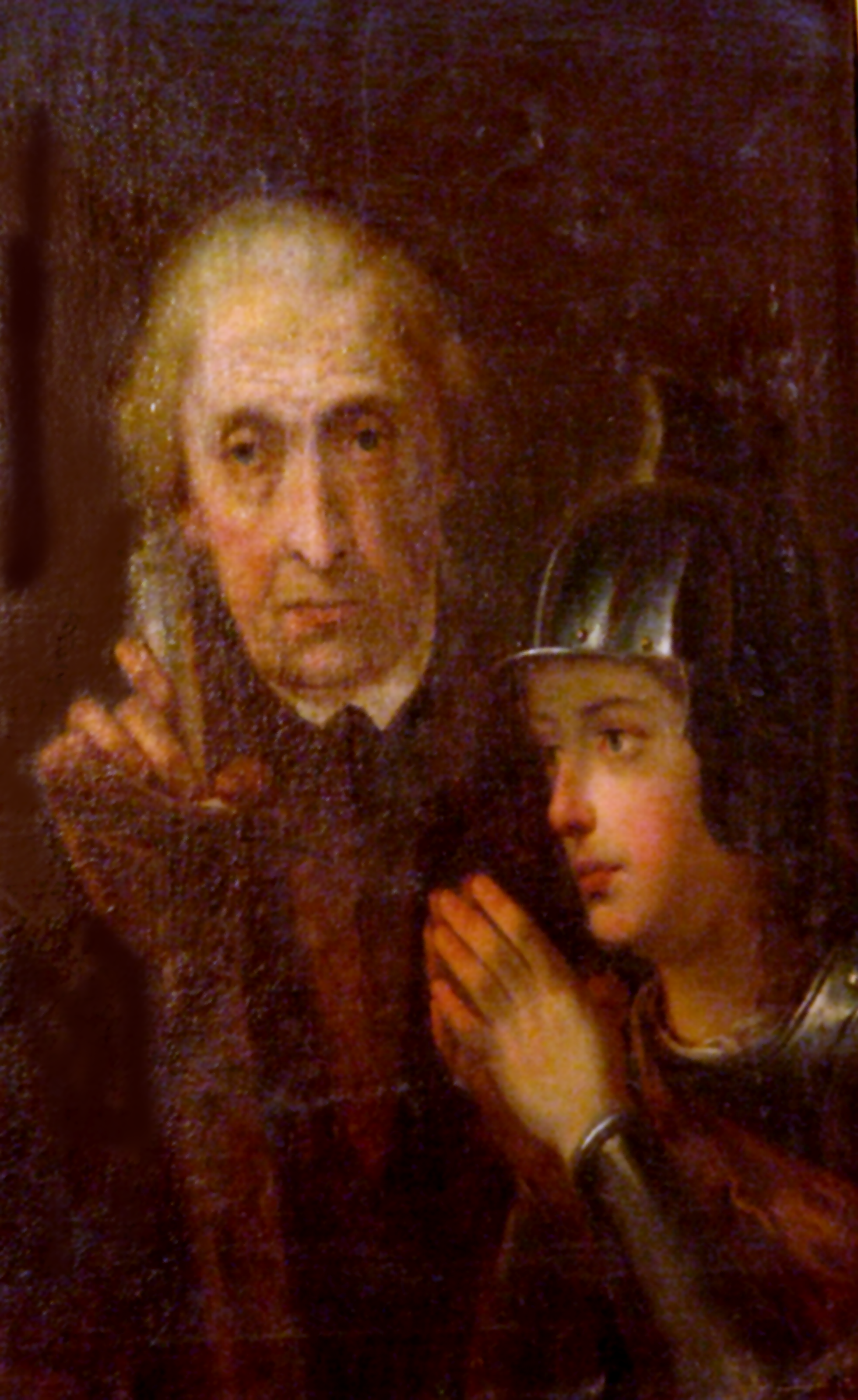
Leszek Biały i wojewoda Goworek, obraz Daniela Kondratowicza

Wojewoda (łac. comes palatinus „komes pałacowy, palatyn”) – jeden z najstarszych urzędów w Polsce.

## Legenda
Według przekazów kronikarzy pochodził jeszcze z czasów legendarnych. Jan Długosz, Marcin Kromer i Maciej Miechowita wspominają o mitycznych rządach Dwunastu Wojewodów, po wygaśnięciu rządzącego Polanami rodu Lecha a przed objęciem władzy przez Piastów. 

## Monarchia wczesnopiastowska
Spotykany na dworze pierwszych Piastów, był najważniejszym urzędnikiem państwowym. Był zarządcą dworu władcy (jako komes pałacowy/ palatyn), ścigał z urzędu przestępców, pomagał wymierzać sprawiedliwość. Kompetencje te wzorowane były na kompetencjach urzędników państwa frankijskiego, przyjęte za pośrednictwem Niemiec. Wojewoda dowodził drużyną książęcą i pospolitym ruszeniem w zastępstwie panującego (stąd polska etymologia tego urzędu od woje-woda, czyli przewodzący wojsku). Komes pałacowy był także zwierzchnikiem administracji terytorialnej - mianował i odwoływał komesów prowincjalnych i komesów grodowych (późniejszych kasztelanów). W sprzyjających warunkach wojewoda mógł podważyć pozycję słabego księcia. Świadczy o tym m.in. przykład palatyna Sieciecha, który próbował zająć miejsce księcia Władysława Hermana.

## Rozbicie dzielnicowe
Od czasu powstania dworu książęcego zasadą było, że był tylko jeden wojewoda/ palatyn dla całego państwa polskiego. Po podziale państwa między synów Bolesława Krzywoustego, każdy książę dzielnicowy zaczął powoływać własnego wojewodę jako zwierzchnika swojego dworu i dowódcę wojska. W XIII wieku wojewodowie zaczęli wyzwalać się spod władzy książąt. Stawali się powoli urzędnikami księstwa lub ziemi, stając na czele możnowładztwa. Szczególną pozycję zdobyli wojewodowie krakowski i sandomierski, tak, że tytułowali się nawet panami z Bożej łaski, która to tytulatura zastrzeżona była dla władców. Wojewoda prowadzący umiejętną politykę, w sprzyjających okolicznościach mógł doprowadzić nawet do złożenia księcia z tronu. W ten sposób pozbawiony został tronu krakowskiego Mieszko III Stary na rzecz Kazimierza II Sprawiedliwego.

## Zjednoczone Królestwo Polskie
Podczas zjednoczenia Polski w XIV w. prawie każde księstwo dzielnicowe posiadało własnego wojewodę i w sytuacji braku księcia zaczęło być nazywane województwem. Natomiast księstwa dzielnicowe nie posiadające wojewodów stały się ziemiami. Jednocześnie większość kompetencji wojewodów (i kasztelanów) przejęli nowo-powołani starostowie. W tym też czasie wojewodowie weszli w skład Rady Królewskiej (późniejszego Senatu), natomiast w swoich województwach stali się przewodniczącymi Rady Panów Województwa (która składała się z wyższych urzędników ziemskich i była jakby izbą wyższą wiecu, a później sejmiku wojewódzkiego).